# Галкин, Павел Андреевич
Па́вел Андре́евич Га́лкин (15 декабря 1922, Нижняя Ищередь, Ряжский уезд Рязанской губернии, ныне Кораблинский район — 15 июня 2021, Ейск, Краснодарский край) — советский военный лётчик торпедоносной авиации Военно-морского флота в годы Великой Отечественной войны. Герой Советского Союза (19.08.1944). Полковник (21.02.1968).

## Биография
Родился в семье сельского учителя. После окончания 7 классов школы в селе Пустотино (Кораблинский район) поступил в педагогический техникум в посёлке Сапожок Рязанской области (специальность — учитель русского языка и литературы), который окончил в 1940 году.
В декабре того же 1940 года был призван в Рабоче-Крестьянский Красный флот. Сначала был зачислен радистом в 17-й отдельный зенитно-артиллерийский дивизион Балтийского флота, затем отправлен учиться на лётчика в военное училище. В 1943 году окончил Военно-морское авиационное училище им. С. А. Леваневского, эвакуированное в то время на станцию Безенчук Куйбышевской (ныне Самарской) области.
В Великой Отечественной войны участвовал с июля 1943 года. Сначала был направлен на Северный флот в 29-й бомбардировочный авиационный полк штурманом пикирующего бомбардировщика Пе-2 (командир экипажа П. Сердюк, стрелок-радист Б. Боровый). В одном из боёв немецкий истребитель, вынырнув из задней «мёртвой зоны», выпустил очередь по самолету П. Сердюка, серьёзно ранив радиста и повредив самолёт. После этого случая лётчик Сердюк был переведён в авиаполк штурмовиков на Ил-2, а штурман Галкин — в 9-й гвардейский минно-торпедный авиационный полк 5-й минно-торпедной авиационной дивизии.
В этом полку в конце лета 1943 года появился новый экипаж самолёта-торпедоносца «Бостон» А-20G, командиром которого был старший лейтенант Е. И. Францев, штурман стал П. А. Галкин, стрелком-радистом — Антипычев С. М. Этот героический экипаж стал одним из лучших экипажей самолёта-торпедоносца всех ВВС флота, успешно действуя по кораблям противника на морских коммуникациях и в портах. Позднее Галкин стал штурманом звена в том же полку. Член ВКП(б) с 1944 года.
К апрелю 1944 года гвардии лейтенант П. А. Галкин совершил 22 боевых вылета, в составе экипажа потопил 2 подводные лодки, мотобот и танкер и в составе группы — потопил 2 и повредил 1 транспорт противника.
Указом Президиума Верховного Совета СССР от 19 августа 1944 года за образцовое выполнение боевых заданий командования и проявленные мужество и героизм гвардии лейтенанту Галкину Павлу Андреевичу присвоено звание Героя Советского Союза с вручением ордена Ленина и медали «Золотая Звезда» (№ 4046). Тогда же Героем Советского Союза стал командир экипажа Е. И. Францев. Во второй половине августа они были вызваны в Москву, где в Кремле каждому из них были вручены Медаль «Золотая Звезда» и орден Ленина.
Возвратившись из Москвы в родной полк, Францев и Галкин стали готовиться к очередному полёту в тыл врага. На этот раз штурман рассчитывал нанести торпедный удар по немецкому авиатранспорту, стоящему более года в Порсангер-фиорде вблизи истребительного аэродрома Лаксельвен. По мнению штурмана, удачный результат был возможен только при определенных метеорологических условиях. Экипаж внимательно следил за изменениями погоды. Но 12 сентября 1944 года врачи положили штурмана Галкина в госпиталь на операцию, а 15 сентября Е. Францев вылетел на «свободную охоту» с начальником минно-торпедной службы В. Легкодымовым и стрелком-радистом С. Антипычевым. Через пару часов на КП аэродрома пришла радиограмма от Францева: «Порсангер-фиорд. Атаковал транспорт. Транспорт затонул. Возвращаюсь». Прошло несколько часов, но от экипажа Францева никаких сигналов не поступало.
Высланный на место атаки воздушный разведчик подтвердил затопление транспорта. Через несколько дней командованию стало ясно, что экипаж погиб. Штурман П. А. Галкин, оставшись без экипажа, был послан на учёбу на Высшие офицерские курсы ВВС ВМФ в Моздок, окончил их в 1945 году.
После окончания Великой Отечественной войны П. А. Галкин продолжил службу в ВВС ВМФ. В конце мая — начале июня 1945 года назначен штурманом эскадрильи 51 минно-торпедного авиационного полка ВВС Краснознаменного Балтийского Флота. Затем был начальником цикла 16-го Военно-морского авиационного училища лётчиков ВВС.
В 1956 году окончил штурманский факультет Краснознаменной Военно-воздушной академии, после чего был переведён в ВВС СССР и назначен на преподавательскую работу в Камышинское военно-морское авиационное училище. В 1959 году это училище было расформировано, а П. А. Галкин был переведён старшим преподавателем Качинского высшего военного авиационного училища лётчиков. С 1967 года — начальник кафедры боевого применения средств поражения Ейского высшего военного авиационного училища лётчиков имени дважды Героя Советского Союза летчика-космонавта СССР В. М. Комарова. В июле 1978 года полковник П. А. Галкин уволен в запас.
Жил в городе Ейск Краснодарского края. С 1982 по 1996 годы Галкин П. А. заведовал учебно-методическим кабинетом Ейского высшего военного авиационного училища лётчиков. С 1997 года — член совета старейшин при администрации города Ейска, член президиума Совета ветеранов Ейского ВВАУЛ.
Скончался 15 июня 2021 года. Похоронен с воинскими почестями на Новом кладбище Ейска.
Сын — Галкин Владимир Павлович — советский учёный, изобретатель, научный руководитель «Лаборатории проблем цивилизации» при Чувашском государственном университете им. И. Н. Ульянова.

## Награды
- Медаль «Золотая Звезда» (19.08.1944),
- орден Ленина (19.08.1944),
- два ордена Красного Знамени (27.01.1944, 10.04.1944),
- орден Отечественной войны I степени (11.03.1985),
- орден Красной Звезды (1956),
- орден «За службу Родине в Вооружённых Силах СССР» III степени (30.04.1975),
- ряд медалей СССР,
- Почётный гражданин города Ейска (21.08.2010).
- Медаль «За безупречную службу» I степени

## Память
- Бюст П. А. Галкина, в числе 53-х лётчиков-североморцев, удостоенных звания Героя Советского Союза, установлен на территории музея ВВС СФ на Аллее героев-авиаторов Северного флота, открытой 29 октября 1968 года на улице Преображенского в посёлке Сафоново города Североморск Мурманской области (автор Э. И. Китайчук).
- Именем П. А. Галкина названа школа в селе Пустотино Кораблинского района Рязанской области (2021).[5]
- Имя Героя выбито на Мемориале Героев Советского Союза в Краснодаре.
- Имя Героя выбито на Мемориал Победы в Великой Отечественной войне на площади Победы в Рязани.